# Dirty Picture
Dirty Picture è un brano musicale del cantante britannico Taio Cruz, in duetto con Kesha, estratto come terzo singolo dal suo secondo album di inediti, Rokstarr. Scritto e prodotto da Taio Cruz e Fraser T. Smith, mescola il nucleo house del primo con la vena dance pop di Kesha. Dirty Picture ha venduto un buon numero di copie in Regno Unito e Irlanda, inoltrandosi tra le prime dieci posizioni di entrambi i Paesi.

## Stile
Il brano è un uptempo electropop con un pesante sottofondo di sintetizzatori, dotato di un ritornello che culmina nel trance e riprende la musica del singolo Satisfaction di Benny Benassi, uno dei più rinomati DJ mondiali.

## Video
Il video è caratterizzato, come evocato dal titolo, da un connubio di scene spinte ed erotiche, nel quale Taio e Kesha si mimetizzano, gettandosi l'uno all'assalto di ragazze, l'altra facendosi svuotare invece due bottiglie di whisky sullo stomaco. Tutt'intorno ragazzi e ragazze si spogliano e si scambiano effusioni, fotografandosi a vicenda. Alcune ragazze sfiorano i pettorali di un uomo seminudo e Cruz solletica il sedere di una donna.

## Tracce
- Dirty Picture (Feat. Kesha) - EP[1]

1. "Dirty Picture" (Feat. Kesha)  – 3:40
2. "Dirty Picture" (Clean Version)  – 3:14
3. "Dirty Picture" (Wizzy Wow Remix) (Feat. Kesha and Scorcher)  – 3:45
4. "Dirty Picture" (RedTop Extended Remix) (Feat. Kesha)  – 5:23

- Dirty Picture (The Remixes) (Feat. Kesha) - EP[2]

1. "Dirty Picture" Remix (Feat. Kesha and Fabolous)  – 3:41
2. "Dirty Picture" (Wizzy Wow Remix) (Feat. Kesha and Scorcher)  – 3:45
3. "Dirty Picture" (RedTop Extended Remix) (Feat. Kesha)  – 5:23
4. "Dirty Picture" (Paul Thomas Remix) (Feat. Kesha)  – 3:37

- Dirty Picture (The Remixes) (Feat. Kesha)[3]

1. "Dirty Picture" (Dave Audé Radio) (Feat. Kesha)  – 3:53
2. "Dirty Picture" (Jason Nevins Radio Edit) (Feat. Kesha)  – 3:34
3. "Dirty Picture" (Dave Audé Club) (Feat. Kesha)  – 7:54
4. "Dirty Picture" (Jason Nevins Club) (Feat. Kesha)  – 6:54
5. "Dirty Picture" (Jump Smokers Extended Mix) (Feat. Kesha)  – 5:13
6. "Dirty Picture" (Dave Audé Dub) (Feat. Kesha)  – 6:10
7. "Dirty Picture" (Jason Nevins Dubstramental) (Feat. Kesha)  – 6:54
8. "Dirty Picture" (Jump Smokers Instrumental) (Feat. Kesha)  – 4:21

## Classifiche
| Classifica (2010) | Posizione massima |
| ----------------- | ----------------- |
| Australia         | 16                |
| Canada            | 49                |
| Europa            | 25                |
| Irlanda           | 10                |
| Nuova Zelanda     | 11                |
| Paesi Bassi       | 72                |
| Regno Unito       | 6                 |
| Stati Uniti       | 96                |